# Jesús González Schmal

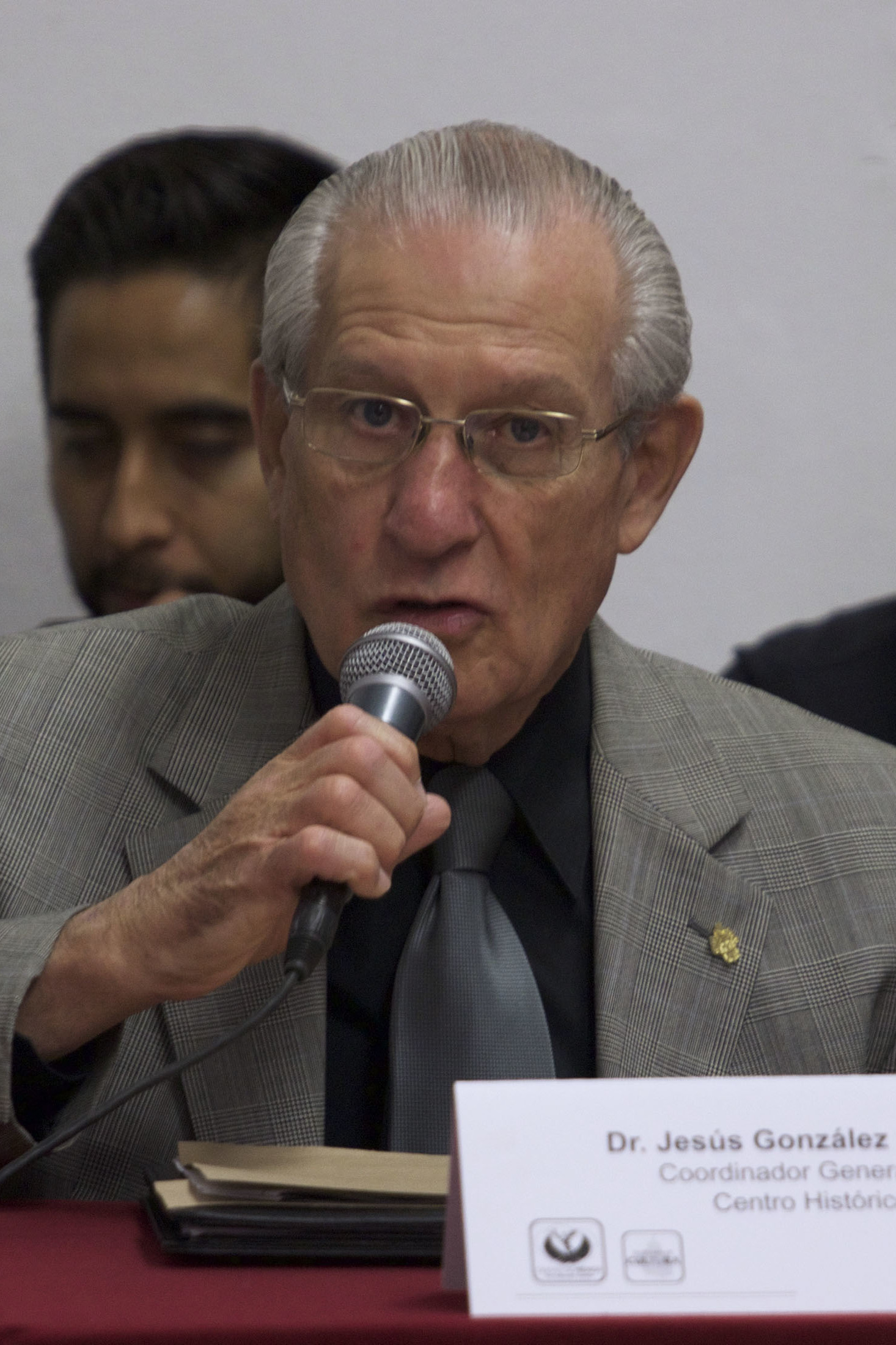
Jesús González Schmal in 2017

Jesús Porfirio González Schmal (Torreón, 6 november 1942) is een Mexicaans politicus van Convergentie.
González Schmal studeerde recht aan de Nationale Autonome Universiteit van Mexico (UNAM) en internationale betrekkingen aan de Ibero-Amerikaanse Universiteit. Hij sloot zich aan bij de Nationale Actiepartij (PAN), evenals zijn broer Raúl González Schmall die in 1975 voorzitter was van de partij. Van 1979 tot 1982 en van 1985 tot 1988 had hij zitting in de Kamer van Afgevaardigden en in 1988 was hij voorkandidaat binnen de PAN voor de presidentsverkiezingen van 1988 doch de PAN-leden kozen uiteindelijk Manuel Clouthier als presidentskandidaat.
Uit onvrede met de in zijn ogen te rechtse koers van de PAN stapte hij in 1992 uit de partij. Sindsdien toont hij zich een van de felste tegenstanders van de PAN; zo beweert hij dat de partij sinds de jaren 80 gecontroleerd wordt door de extreemrechtse organisatie El Yunque en de partij in feite alleen de belangen van een groepje rijke zakenlieden vertegenwoordigd. Een jaar later was hij kandidaat voor het gouverneurschap van Coahuila voor een coalitie van de Partij van de Democratische Revolutie (PRD), de Mexicaanse Democratische Partij (PDM) en de Authentieke Partij van de Mexicaanse Revolutie (PARM), doch haalde slechts 2,3% van de stemmen. Hij trok zich hierna een tijdje terug uit de politiek tot hij in 1997 een post kreeg in de regering van Mexico-Stad van Cuauhtémoc Cárdenas, maar moest korte tijd later na een schandaal aftreden.
In 2003 sloot González Schmal zich aan bij Convergentie waarvoor hij in de Kamer van Afgevaardigden werd gekozen. Hij verzette zich tijdens zijn termijn tegen pogingen burgemeester van Mexico-Stad Andrés Manuel López Obrador de onschendbaarheid af te nemen en was voorzitter van een speciale commissie die vermeende frauduleuze handelingen omtrent de zoons van Marta Sahagún, echtgenote van president Vicente Fox, onderzocht.
In 2011 was González Schmal wederom kandidaat voor het gouverneurschap van Coahuila. Hij behaalde in die verkiezing slechts 1,5% van de stemmen.